# Sagramental
El Sagramental era una organització paramilitar fonamentada en la germandat entre diversos pobles per a garantir llur pròpia seguretat, feta per mitjà de jurament, i, per això, anomenada Sagramental a Catalunya des del 1257 com a mínim.
La gradual coordinació dels camperols i contra les agressions externes dugué a l'establiment del sagramental en 1068 i d'un usatge denominat Princeps namque. Ambdós textos legals configuren el caràcter alhora policial (en l'àmbit local) i militar (en el general) conferit al sometent. Fou institucionalitzat definitivament durant el regnat de Jaume I, al segle xiii. A Catalunya, l'usatge Princeps namque establia la participació obligatòria de tot home útil en la defensa del país, en cas d'amenaça exterior.
Els compromesos en el Sagramental eren convocats, en cas de perill, amb fogueres enceses de cim a cim, en forma d'Host, a so de corn, toc de trompeta o repic de campanes, és a dir, "so metent", mot aquest que al segle xvi tendí a prevaler i a substituir el de Sagramental.
- El primer Sagramental fou jurat el 1257 pels pobles del pla del Llobregat.
- El 1314 Jaume II creà el Sagramental del Vallès, que fou unit a l'anterior -la vegueria passà a denominar-se de Barcelona i del Vallès-.
- El 1395 foren afegits els Sagramentals de Moià i del Maresme i la vegueria ampliava la denominació i era dita de Barcelona, del Vallès, de Moià i del Maresme.